# Joaquim & Manuel
Joaquim & Manuel é uma dupla de cantores de música sertaneja do Brasil, formada por Vitório Nochi, o Joaquim (Indiana, 6 de dezembro de 1947) e Otávio Corrêa, o Manuel (31 de agosto de 1949 – São Paulo, 19 de maio de 2018). Ficaram conhecidos nacionalmente com a alcunha "A Dupla da Boate Azul".
Vitório e Otávio emplacaram diversos sucessos, entre eles "Som de Cristal", "Minha Música", "Avenida Boiadeira" e a música que os alavancou nacionalmente, "Boate Azul".
Esse grande sucesso foi regravado por dezenas de artistas, especialmente por Matogrosso & Mathias, contanto com a participação especial dos próprios Joaquim & Manuel, em DVD no ano de 2004.
Tanto Boate Azul, como Som de Cristal, são de autoria dos compositores Benedito Seviero e Tomaz. Com a passagem de alguns parceiros de Joaquim e com a morte de Otávio, Evaldo Gouveia está no posto de Manuel.  

## História
Vitório Nochi passou a ser Joaquim em 1976, seguindo a dica do humorista Murilo de Amorim Correia, que também era produtor da Gravadora CBS que inventou uma dupla com estilo diferente, o que eles chamavam de Lusitano Satírico, era uma espécie de Roberto Leal em suas vozes e mais escrachado.
Ainda sem nome definido, Vitório pensava em algo enquanto tomava café na padaria e ao olhar para frente, viu os portugueses Joaquim e Manuel servindo seus clientes. E assim surgiu o nome da dupla, que levaria o nome dos sócios da padaria.

## 1ª Formação (1976 - 1983)
A 1ª formação da dupla foi feita por Vitório Nochi, o Joaquim e por Roberto Paschoa, o Manuel. 
Na primeira formação, a dupla não atingiu o sucesso com seu Lusitano Satírico, a dupla gravou 6 LP's e 1 Compacto e depois se separaram, Vitório continuou sendo o Joaquim, já Roberto Paschoa abandonou o nome artístico "Manuel" e foi fazer parte da dupla Raul & Ramalho, além de gravar um disco solo.

## 2ª Formação (1983 - 1997)

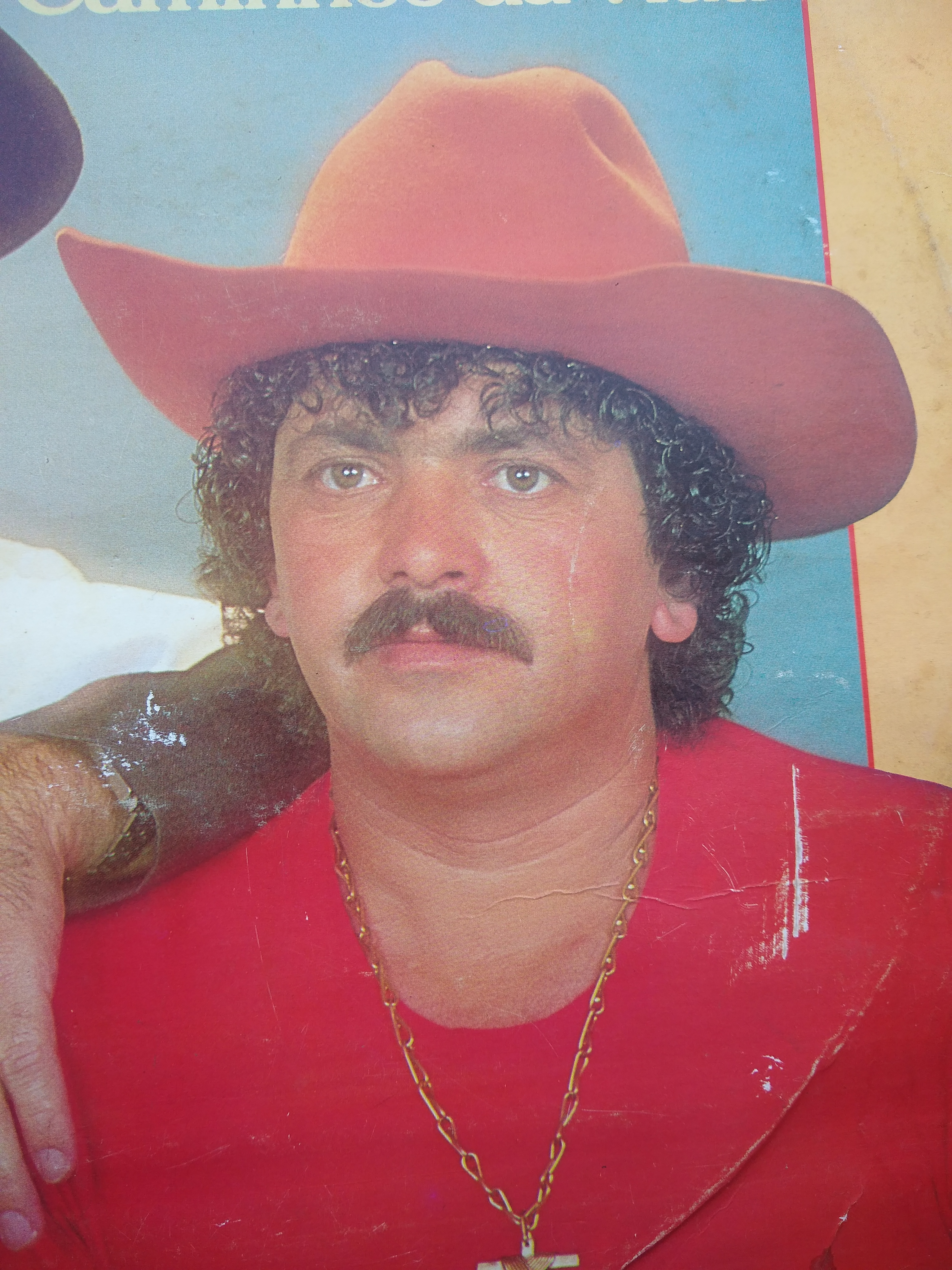
Otávio Corrêa em 1985.

Após a separação da 1ª formação, Vitório abandonou o lusitano satírico e investiu em sertanejo, um estilo que dava o que falar naqueles meados dos anos 80, em São Paulo, e assim nasceu a 2ª formação da dupla, desta vez o cantor Otávio Corrêa assumiu o posto de Manuel. 
Na 2ª formação, a dupla atingiu o sucesso depois de gravar as músicas: Boate Azul e Som de Cristal, e posteriormente receberam o Disco de Ouro nacional e Disco de Platina duplo em Portugal devido ao grande sucesso da música Boate Azul e Som De Cristal. Além dos dois grandes sucessos, a dupla também obteve muito êxito com outras músicas, como: Avenida Boiadeira, Minha Música, Meu Grito de Amor, A Namorada que Sonhei, Não São Palavras Lindas e Casa Noturna. Nessa formação, a dupla gravou 5 LP's e 4 CD’s.  
Em 1997 a dupla chega ao fim, Joaquim grava com outro parceiro, e o antigo Manuel forma dupla com Tiãozinho e grava um único CD. 

## 3ª Formação (1999 - 2003)
Com a separação da 2ª formação, nasceu a 3ª formação da dupla, que foi composta por Vitório Nochi, Joaquim, e pelo 3º Manuel, de quem não se tem nenhuma informação pessoal.
Na 3ª formação da dupla, Joaquim e Manuel regravaram seus grandes sucessos e ainda gravaram a música Boate Azul em ritmo de samba, com essa formação gravaram 4 CD's e em 2003 novamente a dupla se desfez, o 3º Manuel saiu da dupla por motivos pessoais.

## A Volta da 2ª Formação (2004 - 2007)
Ainda no ano de 2004, Otávio Corrêa, o 2º Manuel, voltou para a dupla. 
Com a 2ª formação de volta, Joaquim e Manuel gravaram 4 CD's e fizeram uma participação especial no DVD "Ao Vivo Convida" da dupla Matogrosso & Mathias, porém a parceria entre Vitório Nochi e Otávio Corrêa durou até 2007 e novamente se separaram.
Após a separação, Manuel formou a dupla Jota Domingos & Manuel, que durou de 2004 até 2014 e posteriormente formou outra dupla, a dupla Marylho & Manuel que durou de 2014 até 2017. Após essa última separação,  Manuel iniciou uma carreira solo, que durou de 2017 até 2018, seu único trabalho foi a música "Se os Copos Falassem" que é considerada a continuação da música Boate Azul.
Manuel estava lutando contra um câncer e faleceu em 19 de Maio de 2018, aos 68 anos.

## 4ª Formação (2007 - 2017)
Após outra separação, surgiu mais uma formação da dupla Joaquim & Manuel, na 4ª formação, Joaquim passou a cantar do lado de Edvaldo Santos, que fez nos anos 80 uma dupla chamada Onivaldo & Edivaldo.
Nesta nova formação, a dupla gravou 8 CD's e 3 DVD's, fez vários shows e participou de vários programas de televisão, porém, em 2017 a dupla se separou.

## 5ª Formação (2017 - 2019)
Ainda em 2017, surgiu a 5ª formação da dupla, formada por Vitório Nochi, Joaquim, e pelo 5º Manuel Joel Rieli.
Na 5ª formação, Joaquim e Manuel, continuaram se apresentando em shows no interior de São Paulo e continuaram a aparecer em programas de televisão, porém em 2019, a 5ª formação da dupla se desfez.

## 6ª Formação (2019 - atualmente)
Desta vez, ainda em 2019, surgiu a 6ª formação da dupla, composta por Vitório Nochi, o Joaquim, e por Evaldo Gouveia, o Manuel. Na 6ª formação, a dupla continuou a regravar alguns de seus grandes sucessos, continuaram com alguns shows e continuam aparecendo em alguns programas de televisão.
Essa última formação está presente até os dias atuais.

## Discografia
Ao longo dos seus 45 anos de carreira, Joaquim & Manuel gravaram 10 LP's, 1 Compacto, 15 CD's e 3 DVD's

1ª Formação (1976 - 1983)
- Joaquim e Manoel (1977) - LP
- Os Lusitanos (1978) - LP
- Os Lusitanos (1978) - Compacto
- Os Donos Da Padaria (1980) - LP
- Cante Comigo, Meu Povo (1980) - LP
- Em Nome Do Amor (1983) - LP

2ª Formação (1983 - 1997) (2004 - 2007)
- Pelos Caminhos Da Vida (1985) - LP
- Som De Cristal (1987) - LP
- Os Internacionais (1990) - LP
- Jogo De Cintura (1992) - LP
- Estrada De Deus (1994) - LP
- Joaquim e Manuel (1995) - CD
- Dose Dupla (1996) - CD
- As 18 Mais (2004) - CD
- A Dama Da Boate Azul (2005) - CD
- Acústico (2007) - CD

3ª Formação (1999 - 2003)
- Cante Comigo, Meu Povo (1999) - CD
- Verde Vinho (2000) - CD
- Boate Azul (2002) - CD
- Boate Azul (2003) - CD

4ª Formação (2007 - 2017)
- Homenagem Aos Caminhoneiros (2007) - CD
- Homenagem a Polícia Rodoviária (2008) - CD
- Cheque Em Branco - 30 Anos de Sucesso (2009) - CD
- Acústico (2010) - CD
- Joaquim & Manuel (2011) - CD
- Nas Rodovias o Brasil - Homenagem aos Caminhoneiros (2012) - DVD
- Pit Stop - Ao Vivo em Indianópolis (2013) - DVD
- As 20 Mais Da Boate Azul (2014) - CD
- 40 Anos de Sucesso (2015) - CD
- Joaquim & Manuel (2016) - CD
- Boate Azul (2017) - DVD